# ستارا کوژنگا (استان اوپوله)
ستارا کوژنگا (به لهستانی:  Stara Kuźnia) یک روستا در لهستان است که در گمینا بیراوا واقع شده‌است. ستارا کوژنگا ۶۹۱ نفر جمعیت دارد.